# 조희욱
조희욱(曺喜旭, 1946년 9월 13일~)은 대한민국의 정치인이다. 제16대 국회의원을 지냈다.

## 학력
- 중앙대학교 정치외교학과 학사

## 경력
- 중앙대학교 사회개발대학원 객원 교수
- 미 Lincoln University 경영학 박사 취득(명예)
- (주)MG테크 그룹 회장,경실련 경제정의 연구소 이사
- 대한 체육회 부회장
- 대한싸이클 연맹 제21-22대 회장
- 아시아 싸이클 연맹 부회장
- 중앙대학교 총동창회 부회장
- 세계일보 정치분야 자문위원
- 민자당 당무위원
- 국회 산업자원위원회 위원
- 한일의원연맹 간사
- 한ㆍ파나마의원 친선협회 이사

## 역대 선거 결과
|  | 9.8% |

|  | 2.8% |